# Conioscinella dissimilicornis
Conioscinella dissimilicornis är en tvåvingeart som först beskrevs av Lamb 1912.  Conioscinella dissimilicornis ingår i släktet Conioscinella och familjen fritflugor.
Artens utbredningsområde är Seychellerna. Inga underarter finns listade i Catalogue of Life.